# Eurycope wolffi
Eurycope wolffi är en kräftdjursart som beskrevs av Oleg Grigor'evich Kussakin 1982. Eurycope wolffi ingår i släktet Eurycope och familjen Munnopsidae. Inga underarter finns listade i Catalogue of Life.